# Любовь после полудня (фильм, 1957)
Об одноимённом фильме Эрика Ромера см. Любовь после полудня (фильм, 1972)
«Любовь после полудня» (англ. Love in the Afternoon; США, 1957) — романтическая комедия режиссёра Билли Уайлдера с Одри Хепбёрн и Гэри Купером в главных ролях. В фильме также снимался французский актёр и шансонье Морис Шевалье. Снят по роману Клода Ане «Русская девушка Ариана» (1920). В большинстве европейских стран шёл под названием «Ариана» (Ariane).

## Сюжет
Привлекательная юная парижанка Ариана Шавасс (Одри Хепбёрн) — будущая виолончелистка, учится в консерватории. Она живёт вместе с отцом Клодом (Морис Шевалье) — частным детективом, который зарабатывает на жизнь, выслеживая неверных жён и мужей. Объект давнего интереса его клиентов — стареющий американский плейбой Фрэнк Флэннеган (Гэри Купер).
Один из клиентов, узнав об интриге Флэннегана со своей женой, принимает решение застрелить обидчика. Он пробирается в отель «Риц», где Флэннеган встречается со своими пассиями, но вместо жены обнаруживает в номере миллионера Ариану. Подслушав разговор в доме отца, она решила спасти жизнь повесы и предупредить его о готовящемся убийстве...
Через год судьба вновь сводит Ариану и Фрэнка в Париже. Чтобы подстегнуть его ревность, Ариана надевает маску роковой женщины, рассказывая ему о множестве своих романов с успешными и богатыми мужчинами. На самом деле он первый, кого она полюбила. Фрэнк приходит в отчаяние от своего неведения: Ариана даже не называет ему своего имени.
Чтобы выведать всю правду о заинтересовавшей его девушке, Фрэнк обращается за услугами к первому попавшемуся частному детективу. Им оказывается её отец, Клод Шавасс…

## В ролях
- Одри Хепбёрн — Ариана Шавасс
- Гэри Купер — Фрэнк Флэннеган
- Морис Шевалье — Клод Шавасс
- Джон Макгайвер — месье X
- Ван Дауд — Мишель
- Лиза Бурден — мадам Х
- Ольга Валери — постоялица отеля с собачкой

## Работа над фильмом
«Любовь после полудня» — один из трёх фильмов, снятых Уайлдером в 1957 году, и первый его опыт сотрудничества со сценаристом И. А. Л. Даймондом. Сюжет картины основан на романе К. Ане «Ариана, русская девушка», который Уайлдер уже адаптировал для большого экрана прежде («Скамполо, дитя улицы», Scampolo, ein Kind der Strasse, 1932). По жанру и настроению он близок к довоенным работам Эрнста Любича.
Роль Клода Шавасса — одна из самых удачных киноработ Мориса Шевалье и его первое за 20 лет появление в голливудском фильме. Гэри Купер был взят на роль Флэннегана только после того, как от неё отказался Кэри Грант.
Фильм в американском прокате провалился, тем не менее лента была удостоена премии Гильдии сценаристов США за лучший комедийный сценарий. Права на его демонстрацию были проданы европейским прокатчикам; в Европе «Любовь после полудня» (под названием «Ариана») была тепло принята публикой.

## Награды и номинации
- 1958 — три номинации на премию «Золотой глобус»: лучший фильм — комедия или мюзикл, лучший актёр в комедии или мюзикле (Морис Шевалье), лучшая актриса в комедии или мюзикле (Одри Хепбёрн).
- 1958 — номинация на премию Гильдии режиссёров США за лучшую режиссуру художественного фильма (Билли Уайлдер).
- 1958 — премия Гильдии сценаристов США за лучшую американскую комедию (Билли Уайлдер, И. А. Л. Даймонд).